# Lista de praias do Ceará

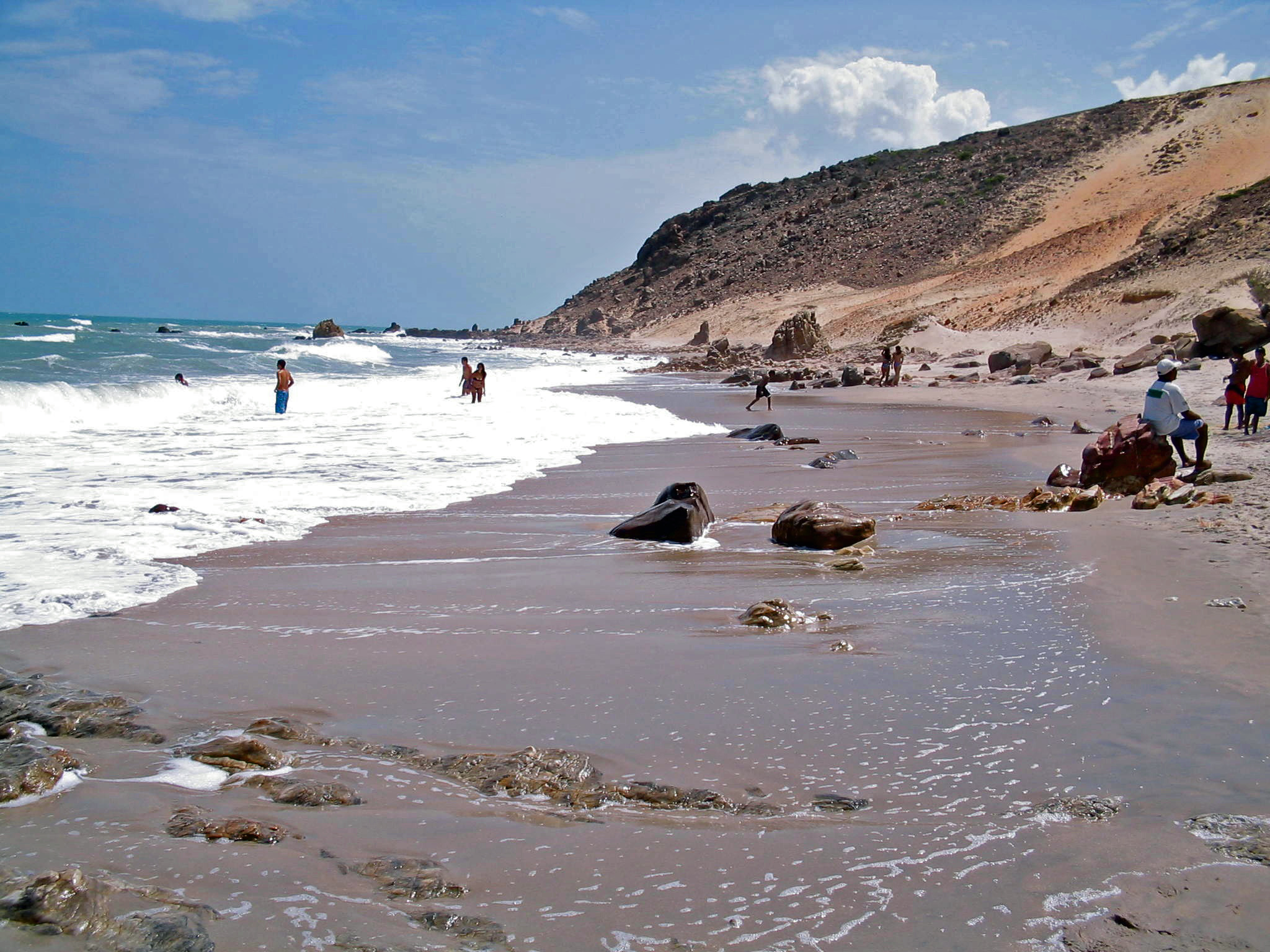
Praia de Jericoacoara.

Lista de praias do Ceará.

## Costa do Sol Poente

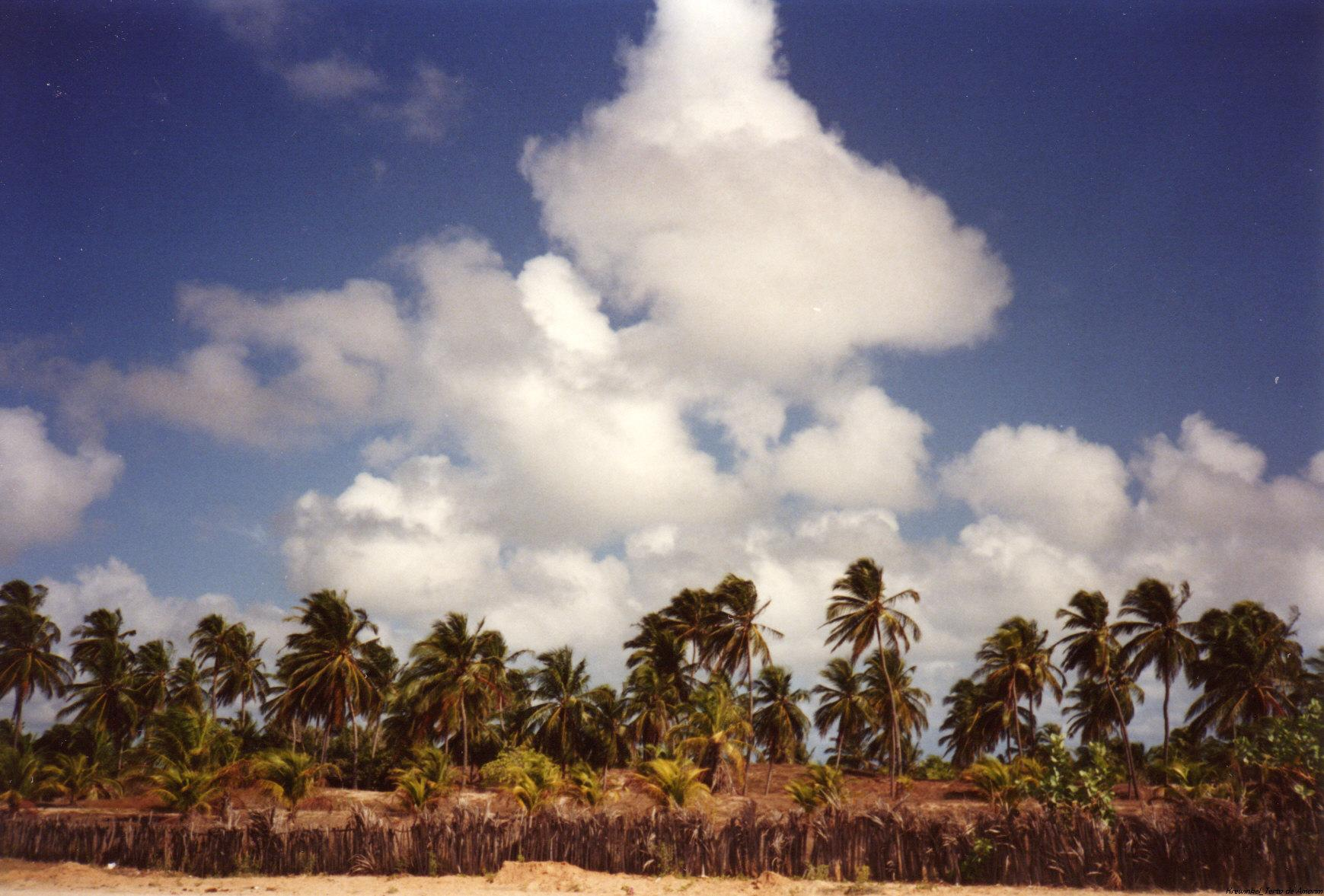
Praia de Almofala.

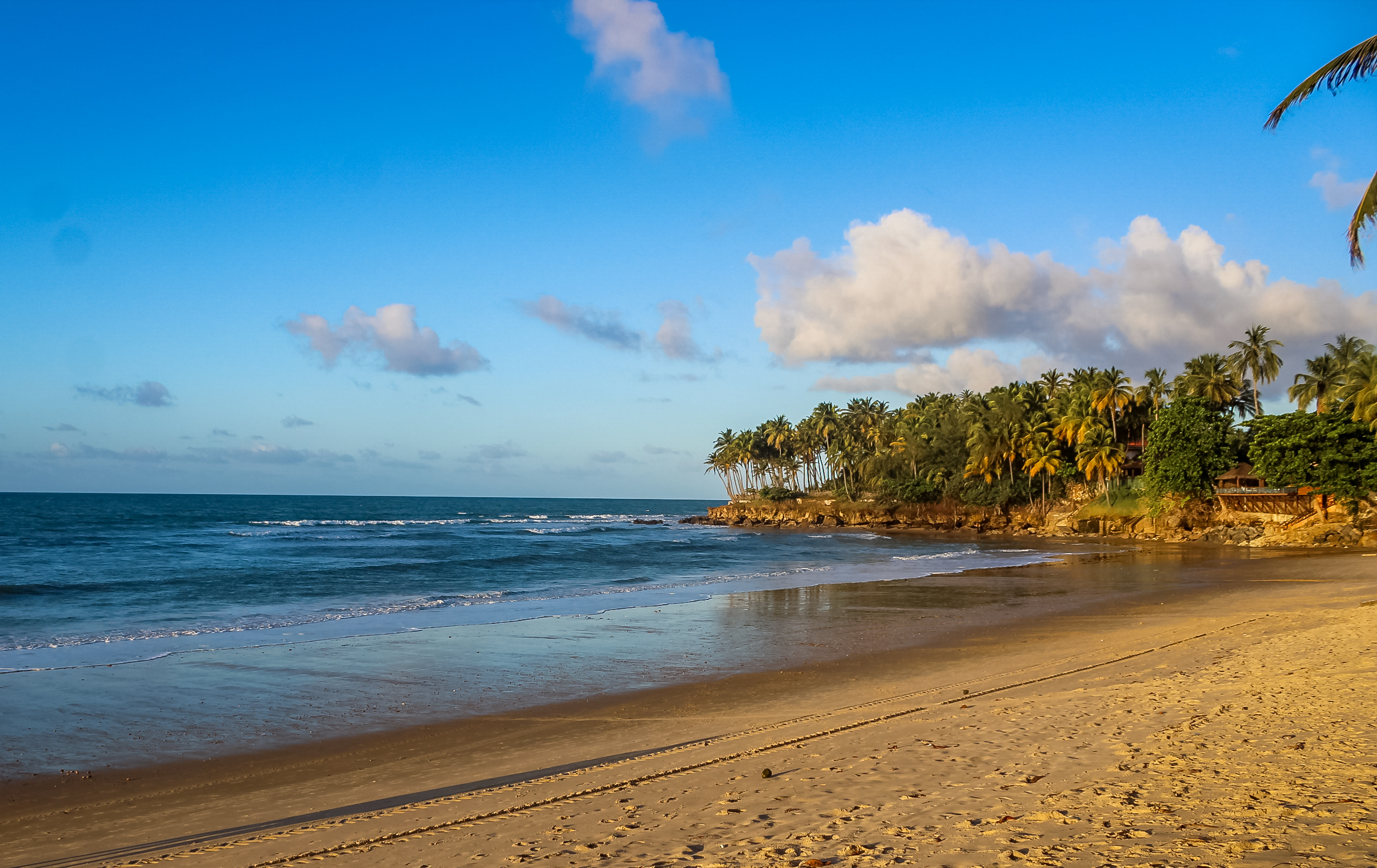
Praia da Taíba.

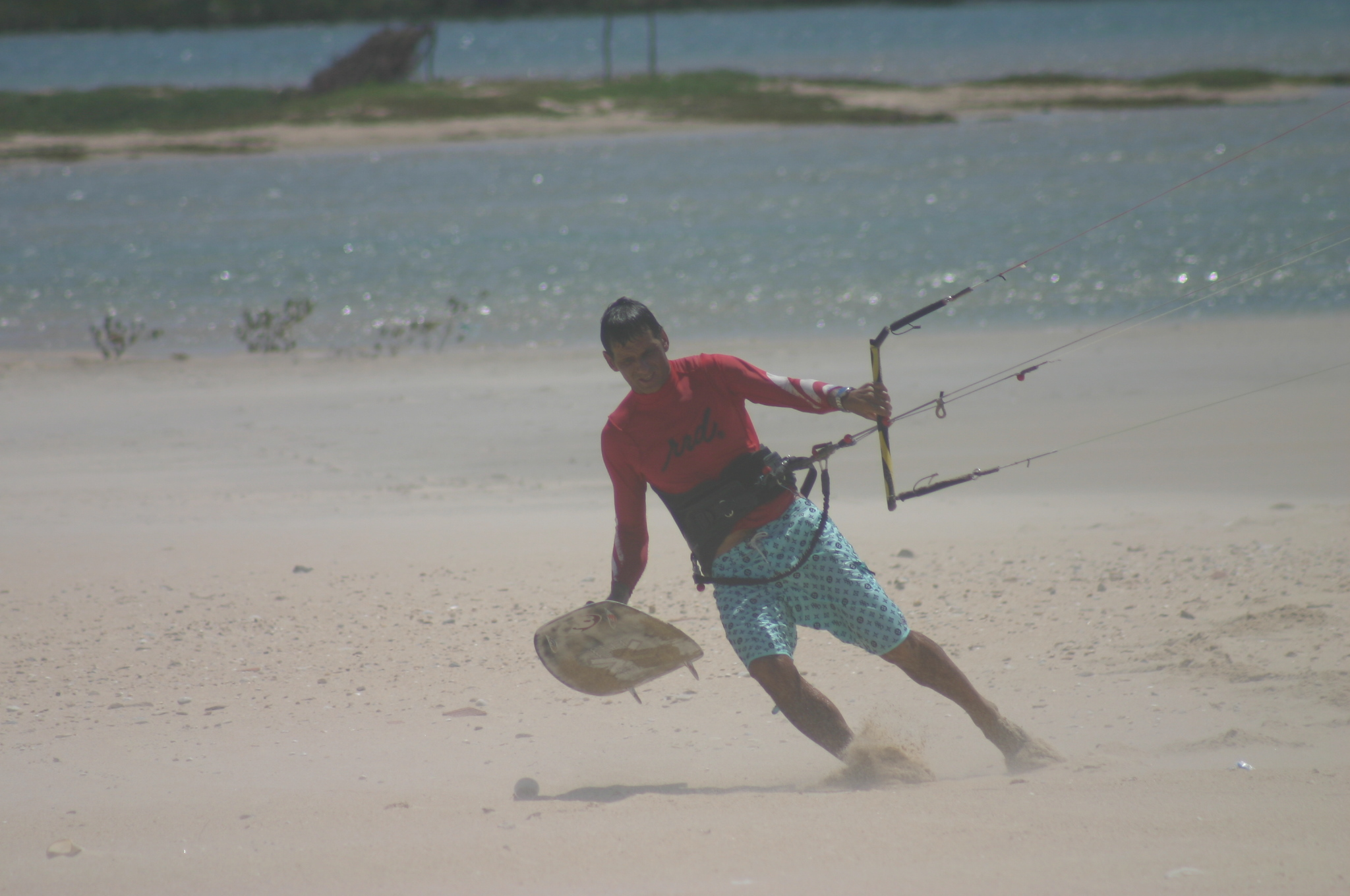
Praticante de kitesurf na Praia de Paracuru

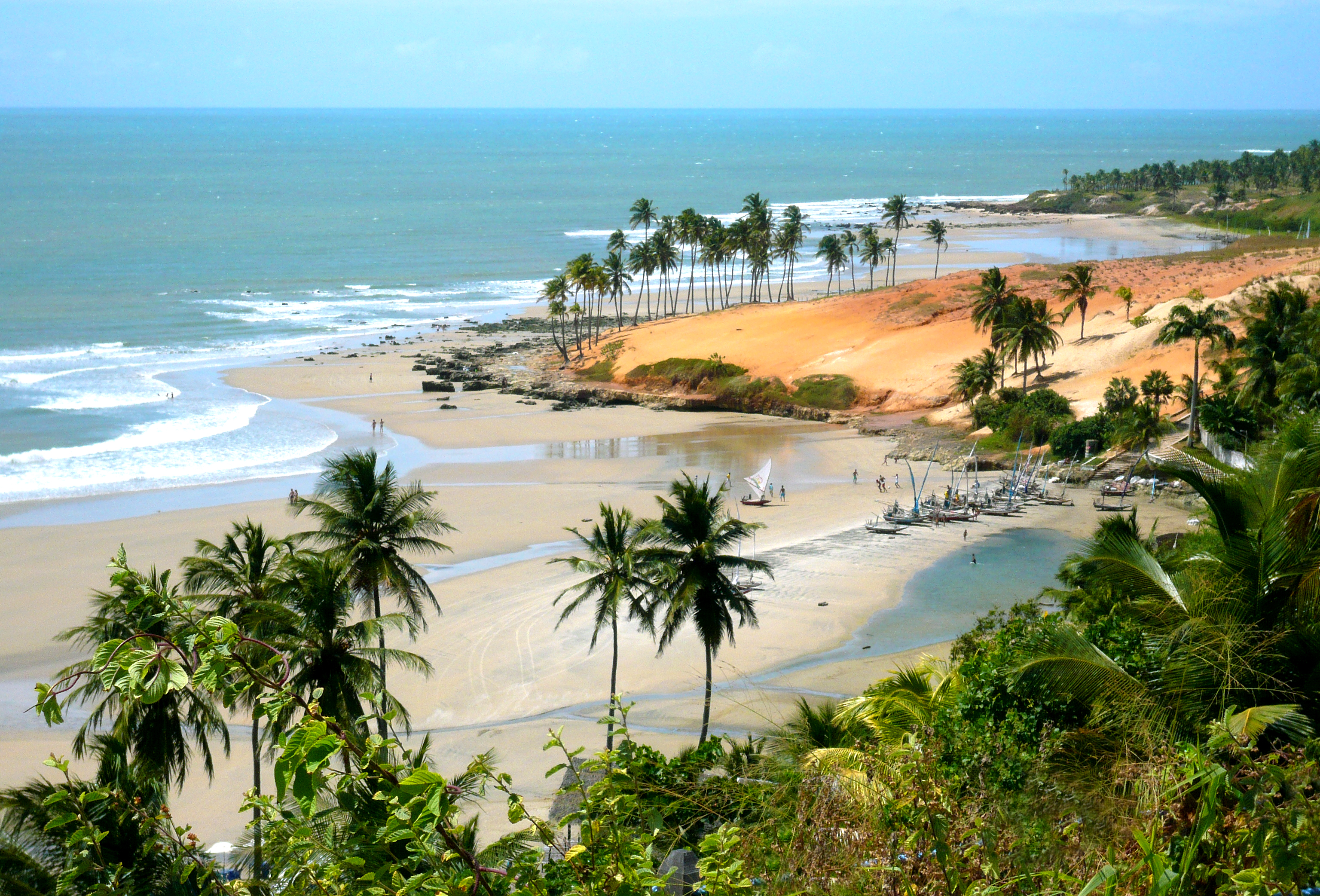
Praia da Lagoinha

A Costa do Sol Poente é um roteiro de praias do litoral cearense. Inicíado pelo lado Oeste de Fortaleza aludindo ao fato de ser neste sentido o poente. A primeira praia é Iparana, no município de Caucaia, na foz do Rio Ceará, e a ultima é Pontal das Almas, no município de Barroquinha, na divisa com o Piauí.
- Iparana

- Pacheco
- Icaraí
- Tabuba
- Cumbuco
- Pecém
- Taíba
- Paracuru
- Lagoinha
- Guajiru
- Fleixeiras
- Mundaú
- Baleia
- Icaraí de Amontada
- Caetano
- Moitas
- Patos
- Torrões
- Almofala
- Tijuca
- Porto do Barcos
- Ilha do Guajirú
- Praia das Dunas
- Guajirú de Itarema
- Farol de Itapajé
- Aranaú
- Ponta do Presídio
- Barrinha
- Formosa
- Preá
- Jericoacoara
- Mangue seco
- Guriú
- Tatajuba
- Farol
- Maceió
- Bitupitá
- Pontal das Almas

## Costa do Sol Nascente

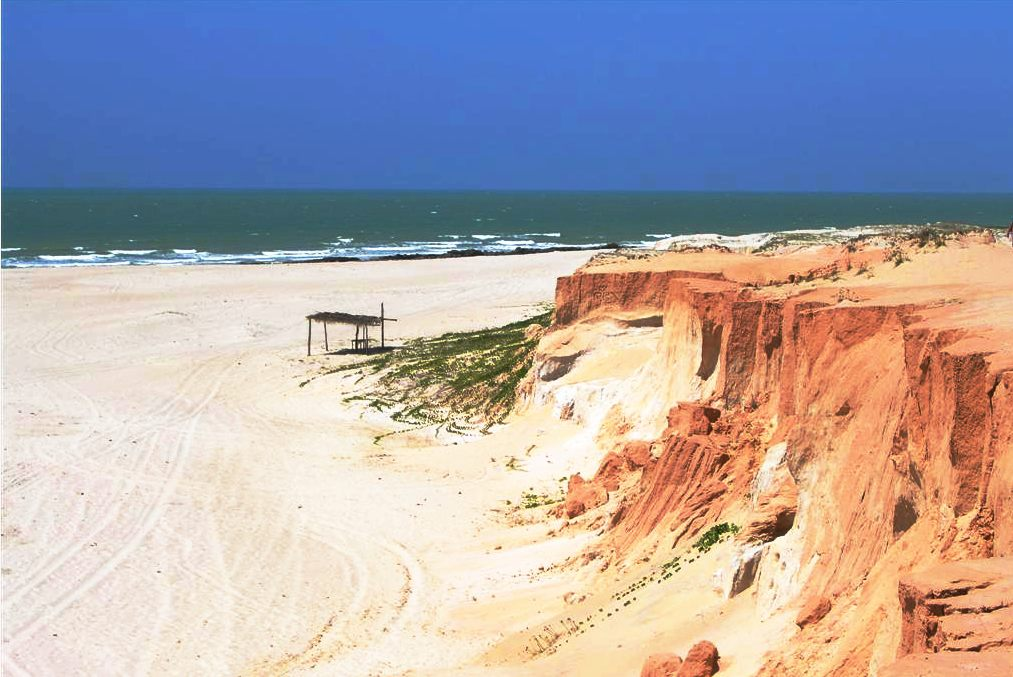
Praia de Canoa Quebrada.

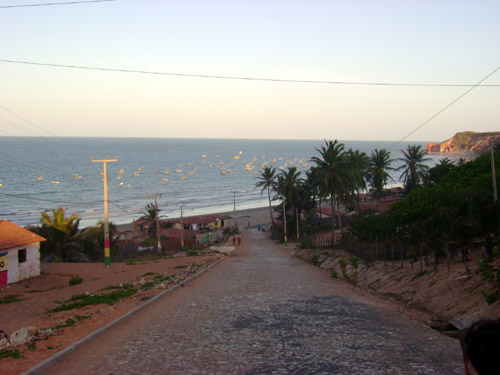
Praia Redonda.

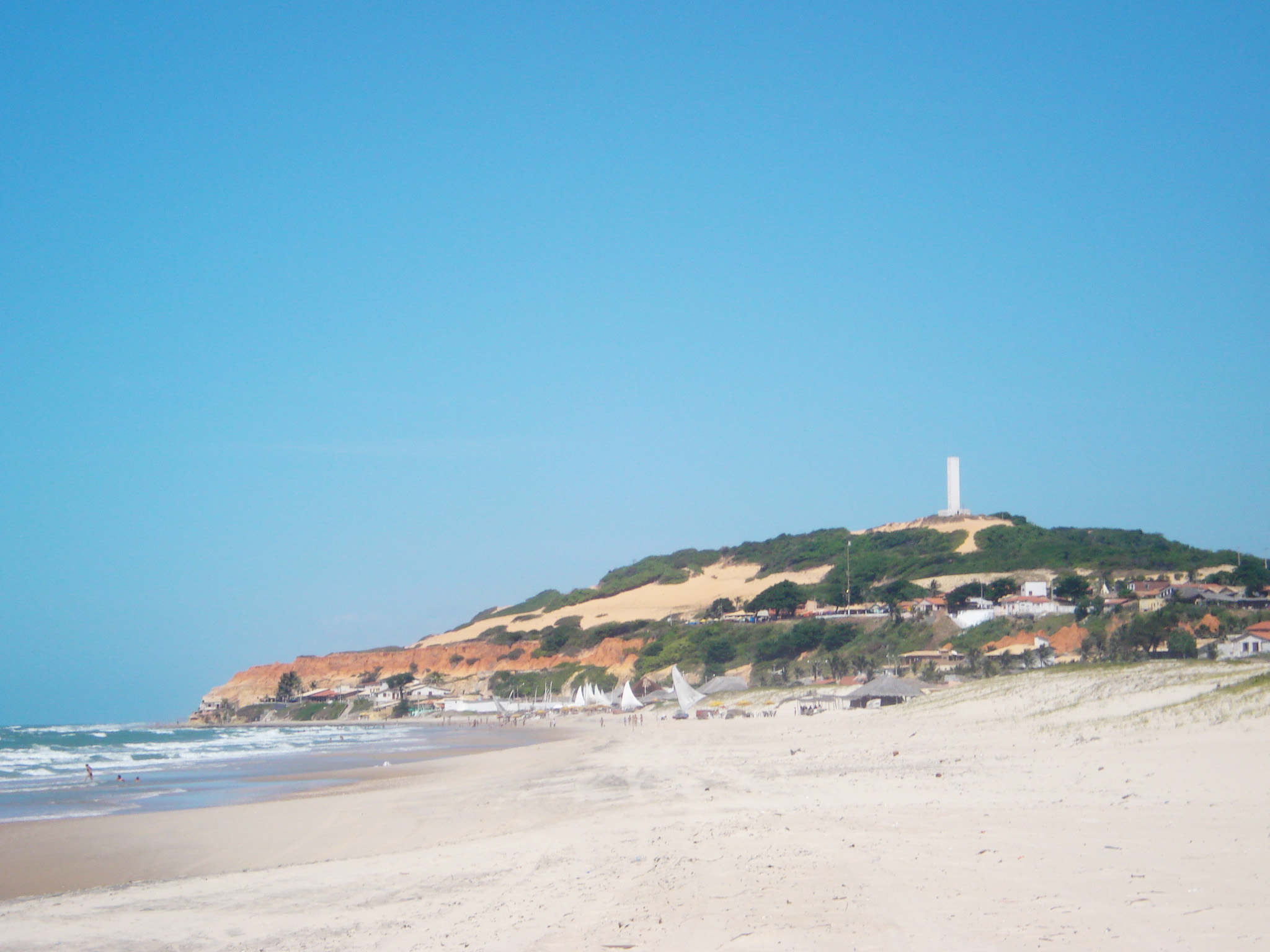
Praia de Morro Branco.

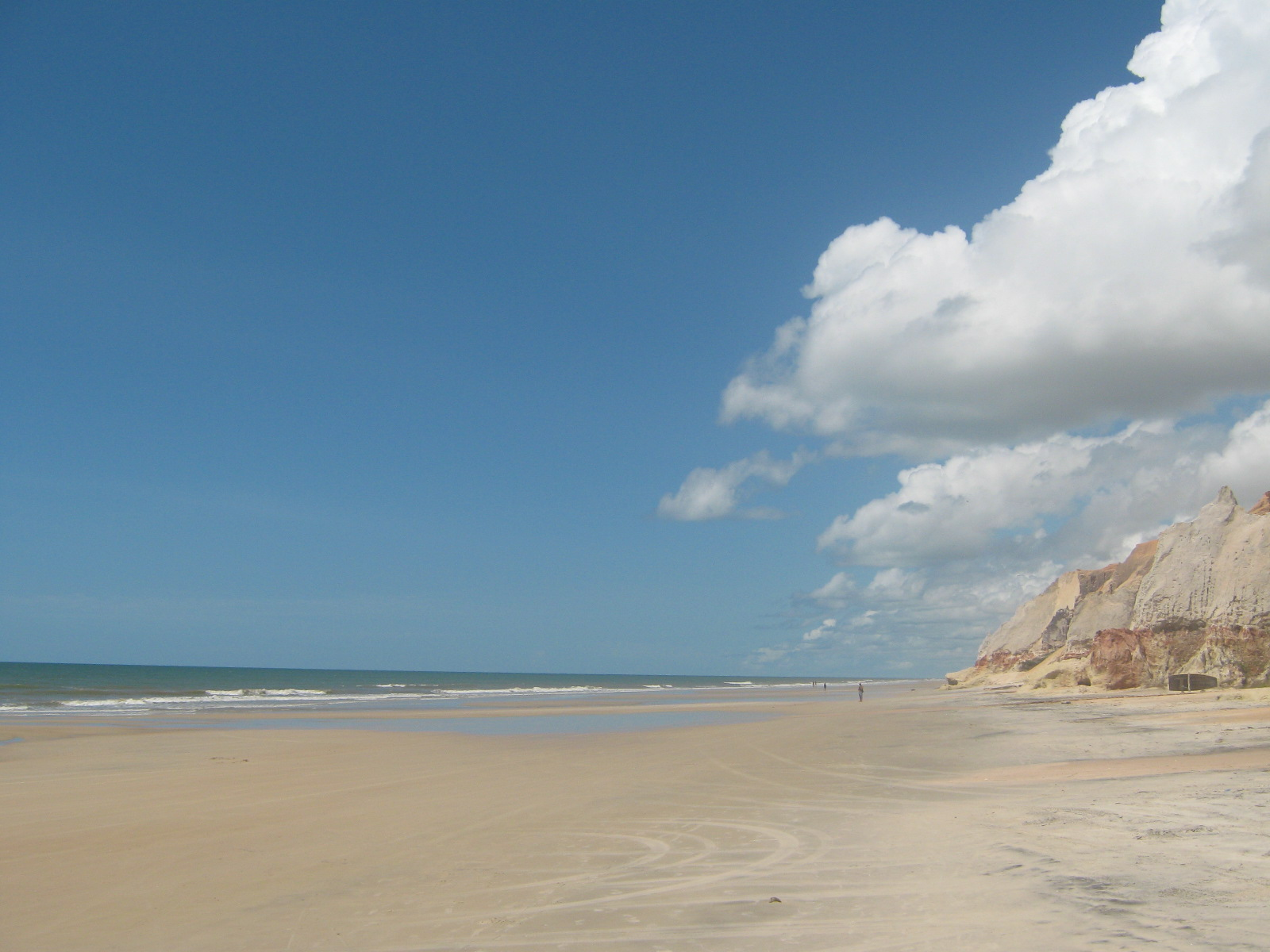
Praia das Fontes.

A Costa do Sol Nascente é um roteiro de praias do litoral cearense. Inicíado pelo lado leste de Fortaleza aludindo ao fato de ser neste sentido o nascente. A primeira praia é Porto das Dunas, no município de Aquiraz, na foz do rio Coaçu, e a ultima é Manibu, no município de Icapuí, na divisa com o Rio Grande do Norte.
- Manibu
- Melancias
- Tremembé
- Ibicuitaba
- Quitéria
- Barreiras
- Redonda
- Ponta Grossa
- Lagoa do Mato
- Quixaba
- Retiro Grande
- Majorlândia
- Canoa Quebrada
- Pontal de Maceió
- Barrinha ou Barra do Pirangi
- Parajuru
- Canto Verde
- Campestre
- Barra da Sucatinga
- Uruaú
- Fontes
- Morro Branco
- Barra Nova
- Barra Velha
- Águas Belas
- Caponga
- Barro Preto
- Iguape
- Presídio
- Prainha
- Porto das Dunas

## Praias de Fortaleza
No sentido leste-oeste, a primeira praia de Fortaleza a leste é a de Abreulândia, no bairro Lagoa Redonda, na divisa com o município de Aquiraz e na foz do rio Coaçu, e a extensão da costa litorânea da capital vai até a Barra do Ceará.
- Abreulândia
- Sabiaguaba
- Caça e Pesca
- Futuro
- Titanzinho
- Mucuripe
- Meireles
- Iracema
- Volta da Jurema
- Jacarecanga
- Pirambu
- Goiabeiras
- Barra do Ceará